# 蘭迪·奎德
蘭迪·兰道尔·魯迪·奎德（英語：Randy Randall Rudy Quaid，1950年10月1日—）是美國的一位演員和製作人。他獲得電影特殊任務獲得奧斯卡獎、金球獎、英國電影和電視藝術學院獎的提名。奎德出生在休斯敦。